# Hidroconstrucția
Hidroconstrucția este o societate comercială din România, înființată în anul 1950, numită inițial Direcția Generală a Hidrocentralei Bicaz. După mai multe schimbări de nume, în anul 1990 societatea a fost redenumită în Hidrocontrucția S.A.. Compania are ca domeniu principal de activitate execuția lucrărilor de construcții hidroenergetice și hidrotehnice la suprafață și în subteran. Hidroconstrucția a fost privatizată în anul 1995 prin metoda MEBO (cumpărarea acțiunilor de către salariați și conducere).
Număr de angajați:
- 2009: 6.800[2]
- 2006: 10.000[1]

Cifra de afaceri:
- 2010: 232,1 milioane euro [3]
- 2009: 1,12 miliarde lei (264,7 milioane euro)[2]
- 2008: 890 milioane lei (241 milioane euro)[4]
- 2007: 729,1 milioane lei[4]